# Envigado
Envigado (spansk udtale: [embiˈɣaðo]) er en by i den colombianske provins Antioquia, beliggende i den sydlige del af Aburrádalen og tilhørende Área Metropolitana del Valle de Aburrá. I sin nordlige ende grænser den op til El Poblado; i syden til Sabaneta; i øst til El Retiro og Caldas og i vest til Itagüí. Byen er kendt for at være fødested for den colombianske eksistentialistiske filosof Fernando González. Hans hus, Otraparte, er i dag et kulturcenter og museum dedikeret til hans minde og værker.